# Mangiferina
La mangiferina è un derivato dello xantone molto diffuso in natura e presente in particolare nelle piante appartenenti alla famiglia delle Anacardiaceae (ben nota la sua presenza in elevate quantità nel frutto del mango) e delle Gentianaceae. Per le sue proprietà trova impiego come farmaco naturale, in medicina tradizionale e negli integratori alimentari.

## Proprietà
La mangiferina possiede numerose proprietà salutistiche fra le quali spiccano quelle antiossidanti, antimicrobiche, antidiabetiche, antiallergiche, anticancro, ipocolesterolemiche e immunomodulatorie. Tra i suoi effetti figurano la soppressione dell'espressione del fattore di necrosi tumorale α e l'induzione dell'apoptosi. Il composto è inoltre in grado di bloccare la perossidazione lipidica.